# Kerry Greenwood
Kerry Greenwood (Melbourne, 7 giugno 1954 – 26 marzo 2025) è stata una scrittrice australiana, nota in particolare per la serie di romanzi con protagonista l'investigatrice Miss Phryne Fisher.

## Biografia
Nata a Footscray, un sobborgo di Melbourne, nel 1954, da giovane svolse diverse occupazioni: cantante folk, operaia, costumista e cuoca. Si laureò alla Melbourne University in Letteratura Inglese e in Legge; nel 1982 ottenne l'abilitazione alla professione legale, che svolse per vent'anni, ma dimostrò sempre un grande interesse per la scrittura. Pubblicò diversi romanzi storici e di fantascienza, oltre ad alcuni libri per bambini e opere teatrali e ad alcuni saggi di stampo legale. Divenne nota in particolare per essere l'autrice della serie di romanzi ambientati nell'Australia degli anni venti con protagonista l'investigatrice privata Miss Phryne Fisher, da cui è stata tratta la serie televisiva Miss Fisher - Delitti e misteri.

## Opere

### Serie delle indagini di Miss Phryne Fisher
Pubblicati a partire dal 1989, i romanzi sono ambientati nella Melbourne degli anni venti e hanno per protagonista la nobildonna e investigatrice privata Phryne Fisher. Nel 2020 risultano pubblicati in lingua originale 21 romanzi, i primi dieci dei quali sono stati tradotti anche in italiano, e una raccolta di storie brevi.
Tradotti in italiano:
- Il re della neve, Marco Polillo Editore, 2008
  - Titolo originale Cocaine Blues aka Death by Misadventure, 1989
- Morte di un marito, Marco Polillo Editore, 2008
  - Titolo originale Flying Too High, 1990
- Il treno per la campagna, Marco Polillo Editore, 2009
  - Titolo originale Murder on the Ballarat Train, 1991
- Morte al molo Victoria, Marco Polillo Editore, 2022   
  - Titolo originale Death at Victoria Dock, 1992
- Morte a tempo di Jazz,  Marco Polillo Editore, 2022
  - Titolo originale The Green Mill Murder, 1993
- Sangue al circo, Marco Polillo Editore, 2023
  - Titolo originale Blood And Circuses, 1994
- Fantasma del palcoscenico, Marco Polillo Editore, 2023
  - Titolo originale Ruddy Gore, 1995
- Festa con delitto, Marco Polillo Editore, 2023
  - Titolo originale Urn Burial, 1996
- La pagina strappata, Marco Polillo Editore, 2024                                                                                                                                    
  - Titolo originale  Raisins and Almonds, 1997
- Una vacanza pericolosa, Marco Polillo Editore, 2024
  - Titolo originale Death Before Wicket, 1999

Non tradotti in italiano:
- Away With the Fairies, 2001
- Murder in Montparnasse, 2002
- The Castlemaine Murders, 2003
- Queen of the Flowers, 2004
- Death By Water, 2005
- Murder in the Dark, 2006
- Murder on a Midsummer Night, 2008
- A Question of Death (raccolta di storie brevi), 2008
- Dead Man's Chest, 2010
- Unnatural Habits, 2012
- Murder and Mendelssohn, 2013
- Death in Daylesford, 2020

### Altre opere
Serie dei misteri di Corinna Chapman
Tradotti in italiano:
- Delizie terrene Barbera, 2006
  - Titolo originale Earthly Delights, 2004
- Piaceri divini Barbera, 2006
  - Titolo originale Heavenly Pleasures, 2005

Non tradotti in italiano:
- Devil's Food, 2006
- Trick or Treat, 2007
- Forbidden Fruit, 2009
- Cooking the Books, 2011

Serie Delphic Women
- Cassandra, 1995
- Electra, 1996
- Medea, 1997